# 新蒙茅斯 (新澤西州)
新蒙茅斯（英語：New Monmouth）是位於美國新澤西州蒙茅斯縣的非建制地區。

## 歷史
新蒙茅斯的郵局自1859年營運至今。

## 地理
新蒙茅斯所處的海拔為高於海平面11米（即36英呎），而該地所採用的時區為UTC-5，即北美东部时区（EST）。同時該地設有夏令時間，為UTC-5調快一小時，即UTC-4（EDT）。